# Edoardo Moretti
Edoardo Moretti (Brembate, 23 febbraio 1900 – ...) è stato un calciatore italiano, di ruolo attaccante.

## Carriera
Cresce nell'Atalanta, società con cui debutta in prima squadra in Prima Divisione (l'attuale Serie A).
Tutta la sua carriera si svolge con i colori neroazzurri, vestiti per sette stagioni, anche se non è possibile quantificarne le presenze a causa della carenza di archivi storici.
Suo inoltre è il primo gol atalantino nello spareggio tra Atalanta e Bergamasca del 1920.

## Palmarès

### Club

#### Competizioni nazionali
- Seconda Divisione: 1

Atalanta: 1922-1923